# Jan Całowański
Jan Całowański herbu Pobóg – sędzia ziemski czerski w 1652 roku, podsędek czerski w 1625 roku.
Był elektorem Władysława IV Wazy z ziemi czerskiej w 1632 roku.  W 1648 roku był elektorem Jana II Kazimierza Wazy z ziemi czerskiej.